# 森ノ宮中央
森ノ宮中央（もりのみやちゅうおう）は、大阪府大阪市中央区の町名。現行行政地名は森ノ宮中央一丁目および森ノ宮中央二丁目。

## 地理

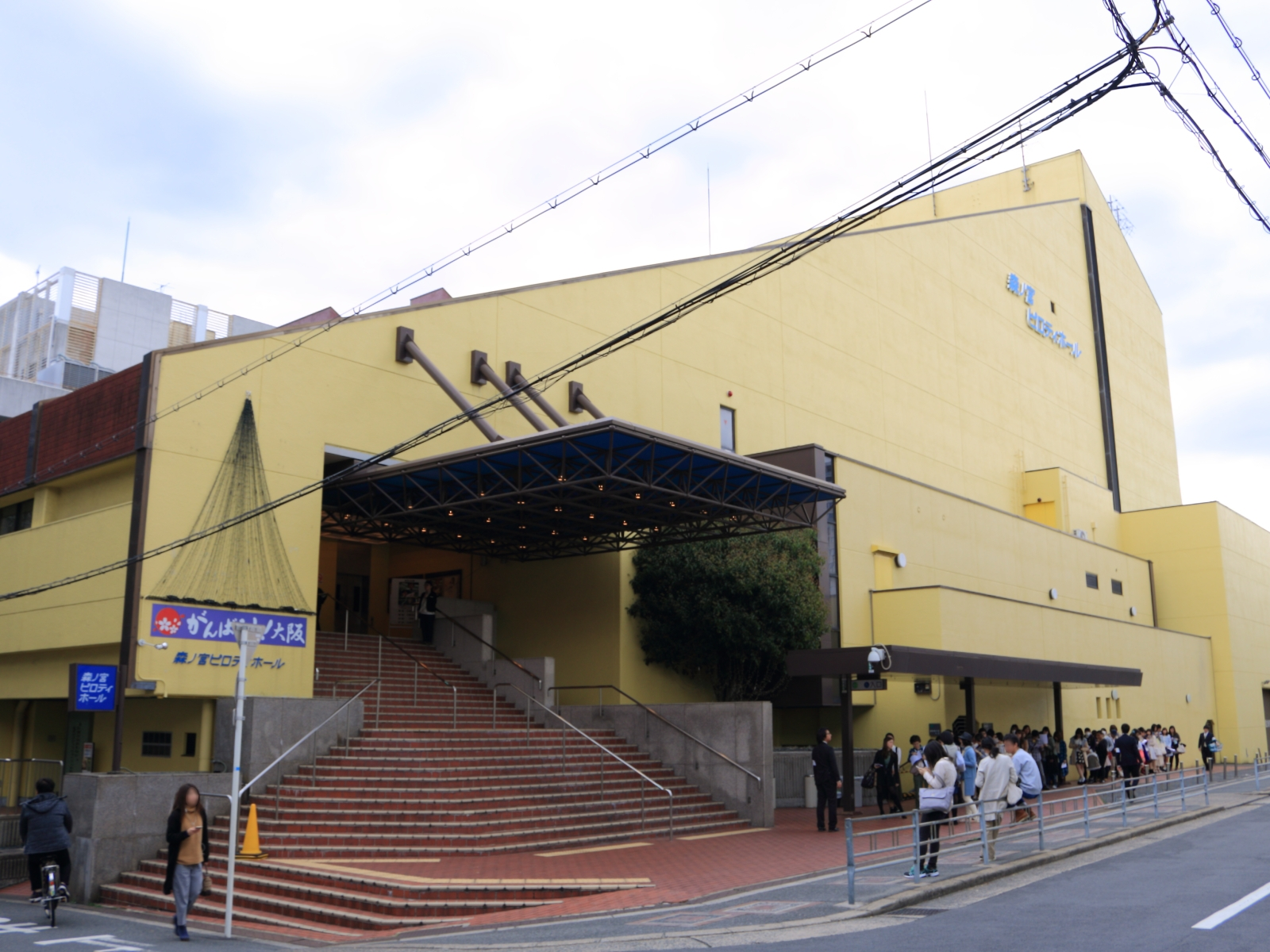
森ノ宮ピロティホール

大阪市中央区の西部に位置する。南は阪神高速13号東大阪線を境に大阪城、北は玉造、西は法円坂、東はJR大阪環状線を境に城東区森之宮とそれぞれ接する。
地内にはJR西日本およびOsaka Metroの森ノ宮駅があり、隣接する城東区の森之宮や東成区の中道一丁目を含めて森之宮と総称される。

## 世帯数と人口
2019年（平成31年）3月31日現在の世帯数と人口は以下の通りである。
| 丁目             | 世帯数    | 人口    |
| ---------------- | --------- | ------- |
| 森ノ宮中央一丁目 | 727世帯   | 1,233人 |
| 森ノ宮中央二丁目 | 1,148世帯 | 2,524人 |
| 計               | 1,875世帯 | 3,757人 |

### 人口の変遷
国勢調査による人口の推移。
| 1995年（平成7年）  | 1,732人 | [ 5 ] |  |
| 2000年（平成12年） | 1,703人 | [ 6 ] |  |
| 2005年（平成17年） | 1,791人 | [ 7 ] |  |
| 2010年（平成22年） | 1,893人 | [ 8 ] |  |
| 2015年（平成27年） | 3,540人 | [ 9 ] |  |

### 世帯数の変遷
国勢調査による世帯数の推移。
| 1995年（平成7年）  | 730世帯   | [ 5 ] |  |
| 2000年（平成12年） | 795世帯   | [ 6 ] |  |
| 2005年（平成17年） | 913世帯   | [ 7 ] |  |
| 2010年（平成22年） | 1,083世帯 | [ 8 ] |  |
| 2015年（平成27年） | 1,820世帯 | [ 9 ] |  |

## 事業所
2016年（平成28年）現在の経済センサス調査による事業所数と従業員数は以下の通りである。
| 丁目             | 事業所数  | 従業員数 |
| ---------------- | --------- | -------- |
| 森ノ宮中央一丁目 | 209事業所 | 2,672人  |
| 森ノ宮中央二丁目 | 102事業所 | 1,139人  |
| 計               | 311事業所 | 3,811人  |

## 施設

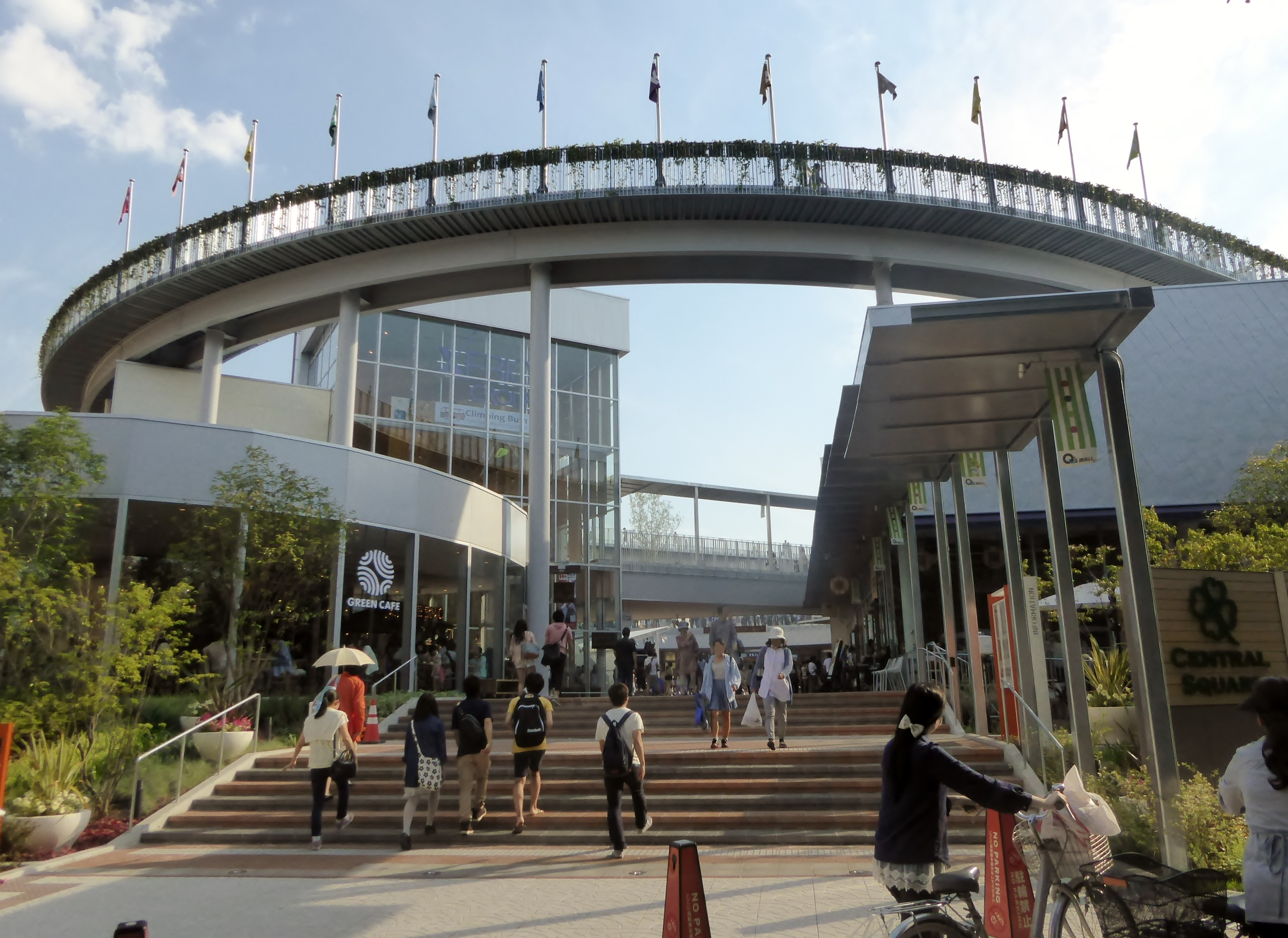
もりのみやキューズモールBASE

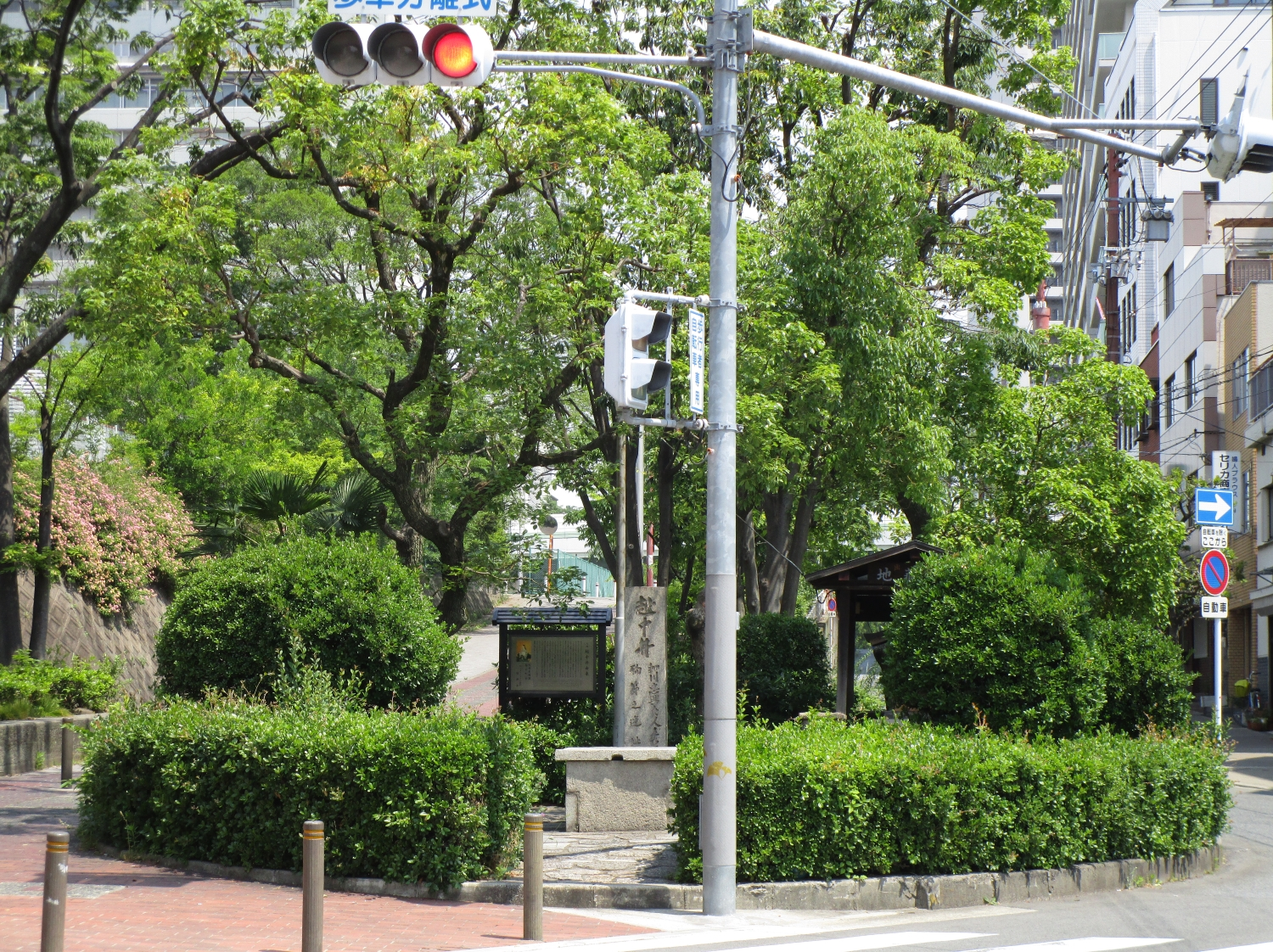
越中井

### 商業施設
- もりのみやキューズモールBASE

### 公園
- 森之宮公園
- 城南公園

### 社寺
- 鵲森宮
- 越中井

### 企業
- サクラクレパス本社

## 交通

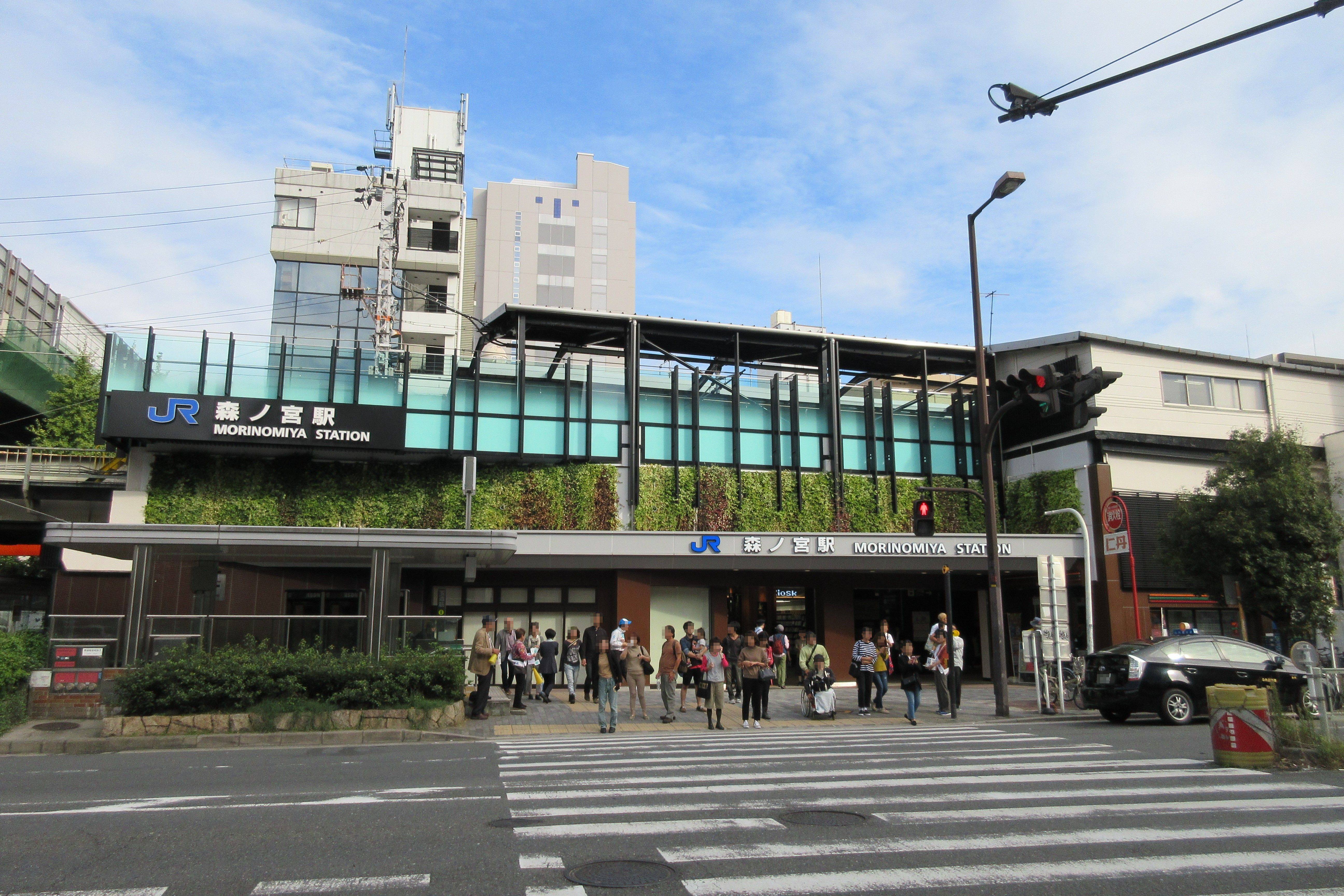
森ノ宮駅

### 鉄道
- 森ノ宮駅 JR西日本・Osaka Metro

### 道路
高速道路
- 阪神高速13号東大阪線 森之宮出入口

主要地方道
- 大阪市道築港深江線（中央大通）
- 大阪市道恵美須城東線（玉造筋）

## その他

### 日本郵便
- 〒540-0003[3]（集配局：大阪東郵便局[11]）